# 本井えみ
本井 えみ（もとい えみ、1969年10月11日 - ）は、日本の声優、舞台女優。ぷろだくしょんバオバブ所属、劇団すごろく主宰（2016年に就任）。神奈川県出身。本名および旧芸名は本井 英美（読みは同じ）。代表作は『バケルノ小学校 ヒュードロ組』の木下マッシュ、『ちびまる子ちゃん』の城ヶ崎姫子、『マジック・スクール・バス』のワンダ、『ときめきメモリアル2』の野咲すみれ、『マブラヴ オルタネイティヴ』の香月夕呼、『恋姫†無双』の趙雲などがある。

## 来歴
勝田声優学院出身、バオバブ学園（現：ビジュアル・スペース俳優養成所）8期生。

## 人物
声質はソプラノ。
資格は薬剤師免許、アロマ検定1級。趣味は小物作り、昼寝。

## 出演
太字はメインキャラクター。

### テレビアニメ
1992年
- クレヨンしんちゃん（1992年 - 1998年、ユミ、トモちゃん、茶道部員、女性、お天気お姉さん、カメラマン）

1994年
- 魔法陣グルグル（妖精、少女1、新婦、デイジー）

1995年
- ちびまる子ちゃん（1995年 - 、城ヶ崎姫子〈2代目〉、山田笑太〈2代目〉）
- ふしぎ遊戯（侍女）
- ママはぽよぽよザウルスがお好き（花園さあや）
- ロミオの青い空（女の子）

1996年
- 機動戦艦ナデシコ（サトウ・ミカコ）
- ドラえもん（テレビ朝日版第1期）（1996年 - 2004年、子供、少女A 他）

1997年
- しましまとらのしまじろう（らくがきの子、タヌキの子、花、坊や）
- 少女革命ウテナ（大瀬優子、女生徒A）
- マスターモスキートン'99（アイちゃん）
- MAZE☆爆熱時空（ダイ）
- 魔法少女プリティサミー（千里〈ミセスろく〉）

1998年
- カードキャプターさくら（柳沢奈緒子）
- TRIGUN（ジェシカ）
- どっきりドクター（春江）
- Bビーダマン爆外伝（ピポ、女子高生ボン）

1999年
- 臣士魔法劇場 リスキー☆セフティ（恋氏春ノ姫）
- 星界の紋章（家臣）

2000年
- すしあざらし（エビにいちゃん）　
- 手塚治虫が消えた!? 20世紀最後の怪事件（ウラン）
- ニャニがニャンだーニャンダーかめん（おばけベビー、アナグー）

2001年
- おとぎストーリー 天使のしっぽ（悟郎の母）
- 地球少女アルジュナ（海音の胎児）

2002年
- あたしンち（2002年 - 2008年、姉、エレベーターガール）
- 十二国記（幼少の更夜）
- 炎の蜃気楼（女子生徒A）

2003年
- コロッケ!（キャベツ）
- 探偵学園Q（一ノ瀬薫）
- 人間交差点（幼少の葉子）
- 鋼の錬金術師（マリン）

2005年
- MÄR-メルヘヴン-（チャップ）
- MAJORシリーズ（2005年 - 2010年、清水の母、教え子） - 3シリーズ

2007年
- DARKER THAN BLACK -黒の契約者-（市川悦子）
- ななついろ★ドロップス（麻宮秋乃、麻宮冬亜）
- 名探偵コナン（2007年 - 2008年、女の子、携帯の声）

2008年
- 恋姫†無双 シリーズ（2008年 - 2010年、趙雲） - 3シリーズ
- コードギアス 反逆のルルーシュR2（カリーヌ・ネ・ブリタニア、水泳部員）

2010年
- ご姉弟物語（空港係員B）

2011年
- 青の祓魔師（店長）

2014年
- キャプテン・アース（マネージャー）
- DRAMAtical Murder（ミオ、紅雀の母）

2018年
- カードキャプターさくら クリアカード編（柳沢奈緒子）

### 劇場アニメ
- キャプテン翼 最強の敵!オランダユース（1994年、久美）
- 魔法陣グルグル 劇場版（1996年、モッコロB）
- 機動戦艦ナデシコ -The prince of darkness-（1998年、サトウ・ミカコ）
- パーフェクトブルー（1998年）[11]
- 鉄腕アトム 〜青騎士の巻〜（1999年、ウラン）
- 劇場版カードキャプターさくら 封印されたカード（2000年、柳沢奈緒子[12]）
- 冬休みだ。全員集合!（2000年、長女・寿）
- ルールマンの交通安全（2000年、少女）
- パルムの樹（2002年、子供の頃のコーラム）
- 犬夜叉 紅蓮の蓬莱島（2004年、藍[13]）
- 劇場版MAJOR メジャー 友情の一球（2008年、清水の母）

### OVA
- 快楽の方程式 LEVEL-C（1994年、女性社員）
- 今日から俺は!!（1994年、学生）
- 銀河英雄伝説（1994年）
- 同級生2 OVAシリーズ（1996年 - 1999年、永島久美子） - 2シリーズ
- POWER DoLLS -オムニ戦記2540-（1996年、妹）
- 淫獣教師（2001年、立花遥）[14]
- 恋姫†無双 OVAシリーズ（2009年 - 2011年、趙雲） - 4作品

### Webアニメ
- あゆまゆ劇場（2006年、香月夕呼）

### ゲーム
1996年
- ホーンテッドカジノ（リン・チャンドラ）

1998年
- 機動戦艦ナデシコ（サトウ・ミカコ）
- 季節を抱きしめて（ユウコ）
- 少女革命ウテナ いつか革命される物語（大瀬優子）
- ファーストKiss☆物語（森村恭子）
- カードキャプターさくら（柳沢奈緒子）

1999年
- ときめきメモリアル2（野咲すみれ、主婦、婆さま）
- POWER DoLLS 3（ナリス・エリクソン、ラモーナ・コルタサル、マチルダ・メッテルニヒ、サンディ・クーリッジ）
- ぷよぷよDA! -featuring ELLENA System-（アルル・ナジャ）
- ぷよぷよ〜ん（アルル・ナジャ、ドッペルゲンガー・アルル）

2000年
- キミにSteady（清瀬恵美）
- ソニックシャッフル（エミー・ローズ）
- ときめきメモリアル2 Substories 〜Dancing Summer Vacation〜（美幸のママ）
- ぽけっと ぷよぷよ〜ん（アルル・ナジャ、ドッペルゲンガー・アルル、ピエロ）
- 夢のつばさ（2000年 - 2001年、瑞雲しずく） - 2作品

2001年
- KID MIXセクション（瑞雲しずく）
- ときめきメモリアル2 対戦ぱずるだま（野咲すみれ）
- Phantom -PHANTOM OF INFERNO-（窪田早苗）
- プリズム・ハート（コメート） - DC版

2002年
- Braveknight 〜リーヴェラント英雄伝〜（アリアナ＝メイクリル）

2003年
- プライベートナース -まりあ-（まりあ）

2004年
- コロッケ!4 バンクの森の守護神（キャベツ）
- コロッケ!Great 時空の冒険者（キャベツ）

2005年
- コロッケ!DS 天空の勇者たち（キャベツ）
- 少女魔法学リトルウィッチロマネスク（アリア・ヴァングリフ）
- 風雨来記2（芹沢暦）

2006年
- あやかしびと -幻妖異聞録-（氷鷹零奈、氷鷹一奈）
- We Are*（大濠朱実）
- パチパラ13 〜スーパー海とパチプロ風雲録〜（小川裕太）
- マブラヴ全年齢版（香月夕呼）
- マブラヴ オルタネイティヴ全年齢版（香月夕呼）
- ミステリート シリーズ（2006年 - 2008年、七尾芹菜） - 3作品

2007年
- ななついろ★ドロップス pure!!（麻宮夏樹、麻宮秋乃、麻宮冬亜）

2008年
- 恋姫†夢想 〜ドキッ☆乙女だらけの三国志演義〜（趙雲）
- School Days L×H（誠の母）
- 風雨来記2 nice price!（芹沢暦）
- モノクローム・ファクター cross road
- 桃色大戦ぱいろん（フランセット）

2009年
- ちびまる子ちゃんDS まるちゃんのまち（城ヶ崎さん）

2010年
- 真・恋姫†夢想〜乙女繚乱☆三国志演義〜 蜀編（趙雲）

2012年
- 真・恋姫†夢想 〜乙女対戦★三国志演義〜（趙雲）
- マブラヴ オルタネイティヴ クロニクルズ 再誕（香月夕呼）

2014年
- 恋姫†演武（趙雲）
- DRAMAtical Murder re:code（ミオ）

2017年
- 君が望む真愛（香月夕呼）

2019年
- カードキャプターさくら ハピネスメモリーズ（柳沢奈緒子）

### ドラマCD
- きまぐれオレンジロードOriginal（1995年、春日くるみ）
- TWIN SIGNAL -SOUND THEATER-（1996年、クィーン、マリエル）
- 同級生 恋愛専科2（1997年、永島久美子）
- ハイパーあんな（1997年、野中小菊）
- マスターモスキートン'99（1997年、アイちゃん）
- カードキャプターさくら オリジナル・ドラマアルバム（1998年 - 1999年、柳沢奈緒子）
- ファーストKiss☆物語（1998年、森村恭子）
- 私立荒磯高等学校生徒会執行部（2000年 - 2002年、石橋なつみ、エレベーターガール）
- 機動戦艦ナデシコ（2000年、ミカコ）
- 夢のつばさ（2000年、瑞雲しずく）
- STAR OCEAN EX Navigation.1 封印されし魔の古城（2001年、少女）
- ラグーンエンジン CDドラマ 桜吹雪に消えた謎（2003年、広田あんず）
- LITTLEWITCH ROMANESQUE〜eternus〜（2006年、アリア・ヴァンクリフ）
- ななついろ★ドロップス（2007年、麻宮夏樹、麻宮秋乃、麻宮冬亜）
- 真・恋姫†無双（2010年、趙雲）
- LaLa ふろくドラマCD「夏目音物語集」（おばあさん）※『LaLa』2010年11月号付録
- DRAMAtical Murder（2015年、ミオ）
- 謎解きR.P.G. Battle-Side & Love-Side COMPLETE DISC（2018年、白い魔女、ピクシー親子）

### 吹き替え

#### 映画
- あの子を探して
- シーズ・ソー・ラヴリー（ドリー）
- ビバリーヒルズ・コップ3 ※フジテレビ版
- ロング・キス・グッドナイト

#### ドラマ
- チャームド2 〜魔女3姉妹〜 #36
- ティーンズ救命隊 #06
- ニキータ 第2シーズン #36
- ミステリー・グースバンプス #13（シェリー）

#### アニメ
- イワンと仔馬
- ケチャップ（子猫、ジンジャー）
- ザ・シンプソンズ（ジェイニー、キャヒン、少女）
- ザ・リトル・ルル・ショー（ルル）
- ティーモ・シュプリーモ（ブレンダ）
- テレサ アンナ ヘレナ 3つごのだいぼうけん
- フィリックス（水着娘、母親）
- マジック・スクール・バス（ワンダ）
  - マジック・スクール・バスII（ワンダ）
- わんぱくダック夢冒険（交換手）

### パチンコ
- CR恋姫†無双（2012年、趙雲）
- CR恋姫†夢想 乙女、入り乱れるのこと!（2014年、趙雲）
- CR恋姫†夢想（2017年、趙雲）

### ナレーション
- オトセンII（2002年、TBS）
- トータル・イクリプス クライマックス直前SP（2012年11月18日、テレビ東京）

### ラジオ
- すごろくあわー（時期不明、JAM STATION ch.4） - 案内役
- マブラヴラジオ アンリミテッド（2009年）

### ラジオドラマ
- X キャラクターファイル（1996年、塔城霞月）

### ラジオCD
- 恋姫†無双 DVD第1巻初回限定版特典 恋姫†無双ラジオ出張版CD（ゲスト、2008年10月1日）
- ラジオ恋姫†無双〜はわわ!再編集しちゃいました〜（第3回ゲスト、2009年1月23日）
- 真・恋姫†無双〜乙女大乱〜 DVD/BD第1巻初回限定版特典 真・ラジオ恋姫†無双DVD出張版CD（ゲスト、2010年8月4日）
- ユニット仲良く数珠つなぎ（2015年）

### 人形劇
- あつまれじゃんけんぽん
- いないいないばあっ!（くぅ〈代役〉[注 2]）
- バケルノ小学校 ヒュードロ組（木下マッシュ、シーツおばけ）

### 舞台
- 劇団すごろく 各公演
- 朗読劇 月の夜にアイまShow! 〜アルトの声の少女〜（小山佐知子、大熊さやか）

## ディスコグラフィ

### キャラクターソング
| 発売日   | 商品名                                    | 歌 | 楽曲                                                  | 備考                                                 |
| 1997年   | 1997年                                    | 1997年 | 1997年                                                | 1997年                                               |
| -------- | ----------------------------------------- | --- | ----------------------------------------------------- | ---------------------------------------------------- |
| 4月23日  | 機動戦艦ナデシコ 明日の艦長はキミだ！     | 一城みゆ希、松澤由実、本井英美、川上とも子、中川玲、矢島晶子                                                                             | 「銀河のクリスマス」                                  | テレビアニメ『機動戦艦ナデシコ』関連曲               |
| 4月23日  | 機動戦艦ナデシコ 明日の艦長はキミだ！     | 松澤由実、本井英美、川上とも子、中川玲、矢島晶子                                                                                         | 「Delicious Island（ORIGINAL VERSION）」              | テレビアニメ『機動戦艦ナデシコ』関連曲               |
| 1999年   |                                           | |                                                       |                                                      |
| 1月17日  | ファーストKiss☆物語 イメージソングbook    | 森村恭子（本井えみ） | 「カクテルストーリー」                                | ゲーム『ファーストKiss☆物語』関連曲                  |
| 2000年   |                                           | |                                                       |                                                      |
| 3月24日  | 機動戦艦ナデシコ 続・お洒落倶楽部         | 川上とも子、矢島晶子、本井えみ、中川玲                                                                                                   | 「キッチンパーティー」                                | テレビアニメ『機動戦艦ナデシコ』挿入歌               |
| 5月10日  | ときめきメモリアル2 ボーカルトラックス2   | 野咲すみれ（本井えみ） | 「雲を追いかけて〜tears for joy〜」                   | ゲーム『ときめきメモリアル2』挿入歌                  |
| 11月1日  | 夢のつばさ サウンドコレクション           | 瑞雲しずく（本井えみ） | 「夢のつばさ」                                        | ゲーム『夢のつばさ』オープニングテーマ               |
| 2001年   |                                           | |                                                       |                                                      |
| 12月19日 | カードキャプターさくら 主題歌コレクション | 木之本桜（丹下桜）、大道寺知世（岩男潤子）、李苺鈴（野上ゆかな）、佐々木利佳（川上とも子）、柳沢奈緒子（本井えみ）、三原千春（松本美和） | 「GET YOUR LOVE」                                     | テレビアニメ『カードキャプターさくら』イメージソング |
| 2002年   |                                           | |                                                       |                                                      |
| 5月22日  | ときめきメモリアル2 ボーカルトラックス5   | 野咲すみれ（本井えみ） | 「涙のリング」                                        | ゲーム『ときめきメモリアル2』関連曲                  |
| 5月22日  | ときめきメモリアル2 ボーカルトラックス5   | Hibikino Happy Bells | 「Ringings go on forever」                            | ゲーム『ときめきメモリアル2』関連曲                  |
| 5月      | ときめきメモリアル2 ハッピートークCD      | Hibikino Happy Project | 「もっと！モット！〜ときめき'99ひびきのバージョン〜」 | ゲーム『ときめきメモリアル2』関連曲                  |
| 2010年   |                                           | |                                                       |                                                      |
| 7月21日  | 真・恋姫†無双 歌将大乱                    | 趙雲（本井えみ） | 「夢うつつ」                                          | テレビアニメ『真・恋姫†無双 〜乙女大乱〜』関連曲     |